# لين تشن (كاتب)
لين تشن (بالإنجليزية: Lin Chen)‏ هو كاتب سنغافوري، ولد في 1919 في سنغافورة، وتوفي بنفس المكان في 29 أغسطس 2004.